# Stala
Stala är en bebyggelse omkring Stala kyrka i Stala socken i Orusts kommun. Bebyggelsen klassades som en småort vid SCB:s ortsavgränsning 2020, men ej 2023.